# 栄橋 (佐久穂町)
栄橋（さかえばし）は、長野県南佐久郡佐久穂町高野町の千曲川に架かる長野県道437号大張北岩水線の橋長86.72メートル (m) のローゼ橋。

## 概要

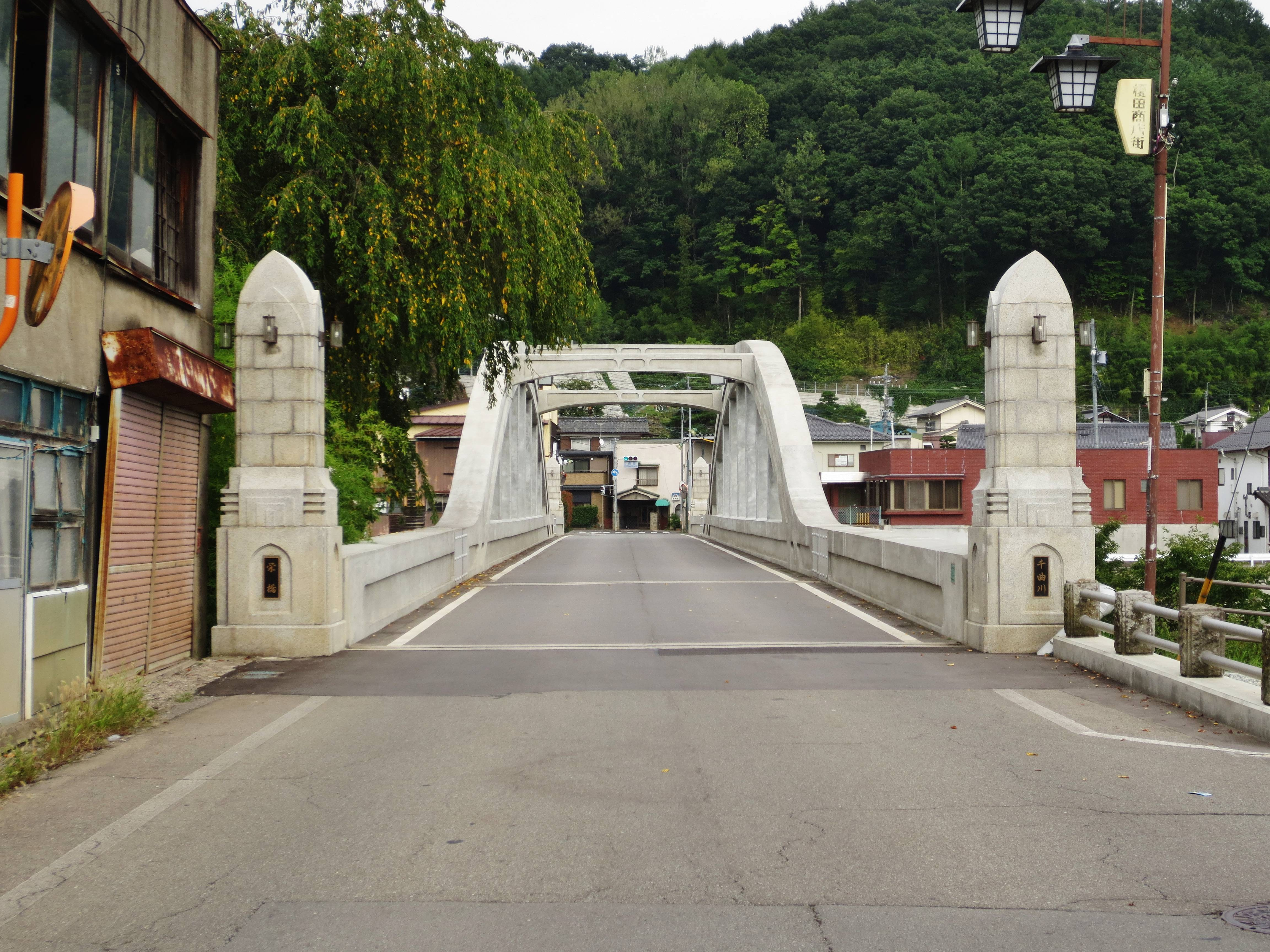
西側より

栄橋の名はかつての南佐久郡栄村に由来する。佐久甲州街道（国道141号）と小海線羽黒下駅や武州街道（国道299号）を結ぶ役目を果たしている。土木学会選奨土木遺産に認定されている。
栄橋は最大支間長が45 mあり、戦前に架橋されたコンクリートローゼ橋の中で最も長い。中央のローゼ桁部は両端の桁部とがカンチレバーにより接続されている。
両岸に4本ある親柱は石張りの尖頭型で県内最大級である。
- 形式 - 3径間RCカンチレバーローゼ桁+RC桁橋
- 橋長 - 86.72 m
  - 支間割 - 20.81 m + 45.05 m + 20.86 m
- 幅員 - 6.0 m
- 設計者 - 中島武

- 西側より

## 歴史
1891年（明治24年）11月に橋長104 m、幅員1.8 mの木橋として初めて架橋された。
1899年（明治32年）4月に橋長136 m、幅員3.6 mの 無補剛木吊橋および木橋としてかけ直される
。1907年（明治40年）10月には鉄線吊橋となる。
度たびの水害のため、補修架け替えを強いられたことから、1938年（昭和13年）に現在の永久橋が架橋された。
2002年度（平成14年度）に長野県内にある他の4橋と共に、中島武設計のRCローゼ桁群として土木学会選奨土木遺産に認定された。
2012年度（平成24年度）に橋梁修繕に着手し、損傷が激しかった底板などを交換するなどの修繕が行われた。